# Édouard II Farnèse
Pour les articles homonymes, voir Édouard Farnèse.
Édouard Farnèse (en italien Odoardo Farnese), né le 12 août 1666 à Colorno et mort le  6 septembre 1693 à Parme, est un prince italien issu de la maison Farnèse, qui fut héritier du duché de Parme et Plaisance.

## Biographie
Fils de Ranuce II, duc de Parme et Plaisance, et d’Isabelle d'Este (1635-1666) qui meurt neuf jours après la naissance, Édouard épouse le 17 mai 1690 Dorothée-Sophie de Neubourg, fille de l’électeur palatin du Rhin Philippe-Guillaume de Neubourg. 
De l'union d'Édouard et Dorothée-Sophie naissent deux enfants :
- Alexandre-Ignace (Alessandro Ignazio), né en 1691 et mort en 1693 ;
- Élisabeth (Elisabetta), née en 1692 et morte en 1766, mariée le 24 décembre 1714 à Philippe V d'Espagne, petit-fils de Louis XIV et premier Bourbon à régner au-delà des Pyrénées[1]. Elle deviendra en 1731 l'héritière du duché de Parme, Plaisance et Guastalla.

Édouard meurt prématurément à 27 ans, avant son père, et ne règne donc jamais. Restée veuve, Dorothée-Sophie de Neubourg épouse en secondes noces, le 8 décembre 1695 le demi-frère d'Édouard, François Farnèse, qui devient duc à la mort de son père en 1694.